# Communauté d’agglomération Rochefort Océan
Die Communauté d’agglomération Rochefort Océan ist ein französischer Gemeindeverband mit der Rechtsform einer Communauté d’agglomération im Département Charente-Maritime in der Region Nouvelle-Aquitaine. Sie umfasst 25 Gemeinden. Der Verwaltungssitz befindet sich in der Stadt Rochefort.
Sie wurde am 1. Januar 2014 durch die Fusion von Communauté d’agglomération du Pays Rochefortais und Communauté de communes du Sud Charente gegründet, wobei die Gemeinde Yves stattdessen Teil der Communauté d’agglomération de La Rochelle wurde.

## Mitgliedsgemeinden
| Gemeinde                                   | Einwohner 1. Januar 2022 | Fläche km² | Dichte Einw./km² | Code INSEE | Postleitzahl |
| ------------------------------------------ | ------------------------ | ---------- | ---------------- | ---------- | ------------ |
| Beaugeay                                   | 785                      | 14,51      | 54               | 17036      | 17620        |
| Breuil-Magné                               | 1.891                    | 22,25      | 85               | 17065      | 17870        |
| Cabariot                                   | 1.470                    | 15,12      | 97               | 17075      | 17430        |
| Champagne                                  | 637                      | 19,53      | 33               | 17083      | 17620        |
| Échillais                                  | 3.701                    | 14,72      | 251              | 17146      | 17620        |
| Fouras                                     | 4.124                    | 9,51       | 434              | 17168      | 17450        |
| Île-d’Aix                                  | 196                      | 1,19       | 165              | 17004      | 17123        |
| La Gripperie-Saint-Symphorien              | 598                      | 18,16      | 33               | 17184      | 17620        |
| Loire-les-Marais                           | 382                      | 12,46      | 31               | 17205      | 17870        |
| Lussant                                    | 1.013                    | 8,79       | 115              | 17216      | 17430        |
| Moragne                                    | 538                      | 12,03      | 45               | 17246      | 17430        |
| Moëze                                      | 592                      | 21,17      | 28               | 17237      | 17780        |
| Muron                                      | 1.357                    | 39,06      | 35               | 17253      | 17430        |
| Port-des-Barques                           | 1.754                    | 5,66       | 310              | 17484      | 17730        |
| Rochefort                                  | 23.188                   | 21,95      | 1.056            | 17299      | 17300        |
| Saint-Agnant                               | 2.774                    | 22,49      | 123              | 17308      | 17620        |
| Saint-Coutant-le-Grand                     | 416                      | 12,80      | 33               | 17320      | 17430        |
| Saint-Froult                               | 390                      | 6,39       | 61               | 17329      | 17780        |
| Saint-Hippolyte                            | 1.485                    | 23,28      | 64               | 17346      | 17430        |
| Saint-Jean-d’Angle                         | 698                      | 21,61      | 32               | 17348      | 17620        |
| Saint-Laurent-de-la-Prée                   | 2.285                    | 27,51      | 83               | 17353      | 17450        |
| Saint-Nazaire-sur-Charente                 | 1.214                    | 20,31      | 60               | 17375      | 17780        |
| Soubise                                    | 3.935                    | 10,93      | 360              | 17429      | 17780        |
| Tonnay-Charente                            | 8.248                    | 34,39      | 240              | 17449      | 17430        |
| Vergeroux                                  | 1.285                    | 5,53       | 232              | 17463      | 17300        |
| Communauté d’agglomération Rochefort Océan | 64.956                   | 421,35     | 154              | –          | –            |